# Barbazan
Barbazan (okzit.: Barbasan) ist eine französische Gemeinde mit 507 Einwohnern (Stand 1. Januar 2022) im Département Haute-Garonne der Région Okzitanien (zuvor Midi-Pyrénées).  Kantons Barbazan, Sie gehört zum Arrondissement Saint-Gaudens und zum Kanton Bagnères-de-Luchon.

## Geographie
Die Gemeinde Barbazan liegt an der oberen Garonne in der historischen Landschaft Comminges, 13 Kilometer südwestlich von Saint-Gaudens am Fuß der Pyrenäen.

## Geschichte
Die Besiedlung des Gemeindegebietes in gallo-römischer Zeit ist durch Funde nachgewiesen. Im Spätmittelalter war Barbazan ein zentraler Ort mit wirtschaftlicher Bedeutung für die ganze Umgebung.

### Kurbetrieb
Ab Ende des 19. Jahrhunderts entstanden in Barbazan Kuranlagen mit einem 4,2 ha großer Kurpark, da die Qualität der entdeckten Thermalquelle hervorragend war. Bis zum Ersten Weltkrieg erlebte der Kurbetrieb, wie in anderen Orten Europas auch, einen enormen Aufschwung. Das ehemalige Grand Hôtel vom Ende des 19. Jahrhunderts zeugt bis heute davon. Im Jahr 1939 musste es schließen und wurde danach als Krankenhaus bzw. Erholungsheim genutzt.

## Bevölkerungsentwicklung
| Jahr                       | 1962 | 1968 | 1975 | 1982 | 1990 | 1999 | 2007 | 2012 | 2020 |
| Einwohner                  | 525  | 516  | 406  | 386  | 351  | 378  | 445  | 450  | 498  |
| Quellen: Cassini und INSEE |      |      |      |      |      |      |      |      |      |

## Sehenswürdigkeiten
- Schloss (Monument historique), erbaut im 16. Jahrhundert
- Kirche Saint-Michel, erbaut von 1783 bis 1787
- Kuranlagen aus dem 19. Jahrhundert

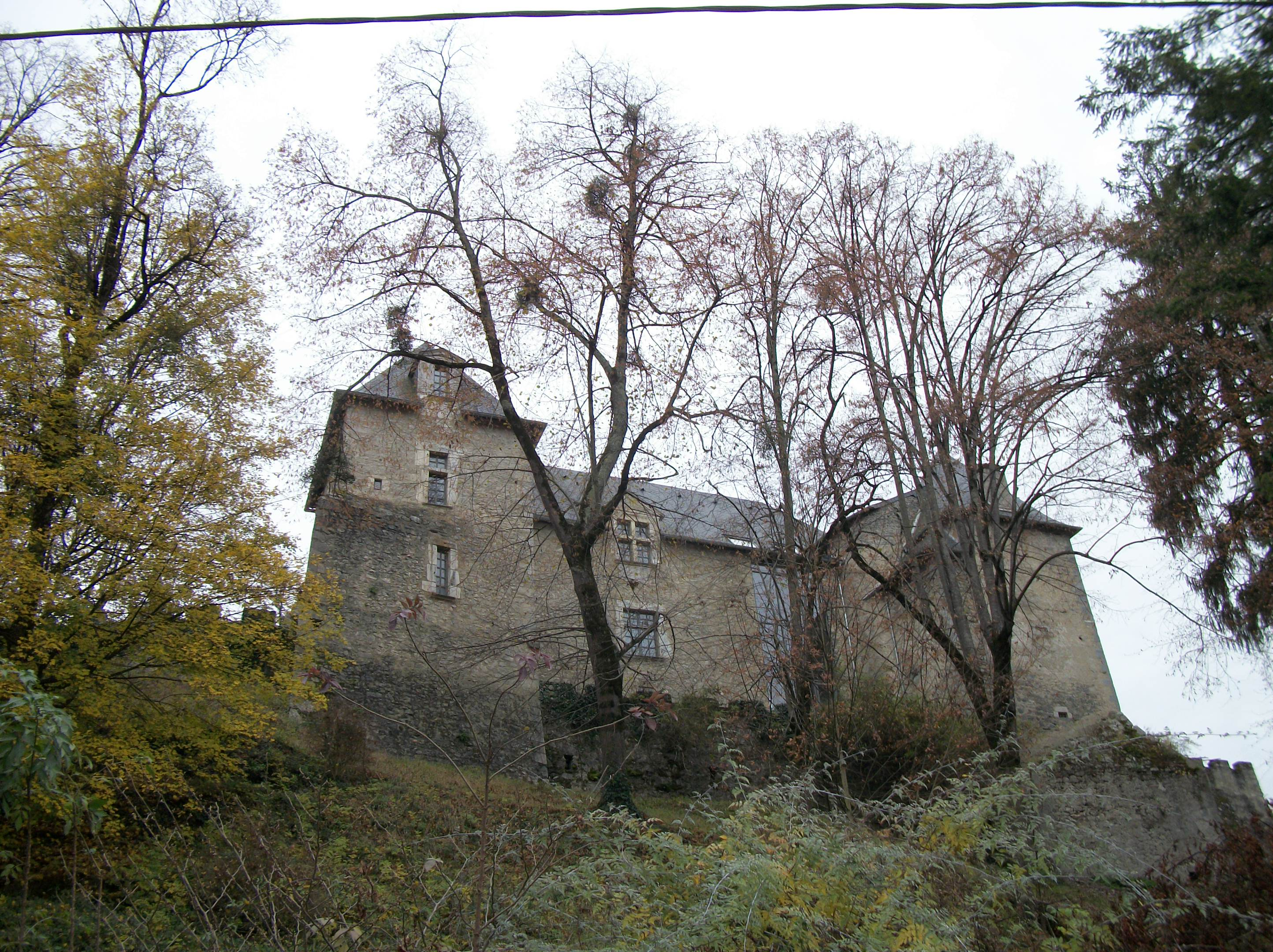
Schloss
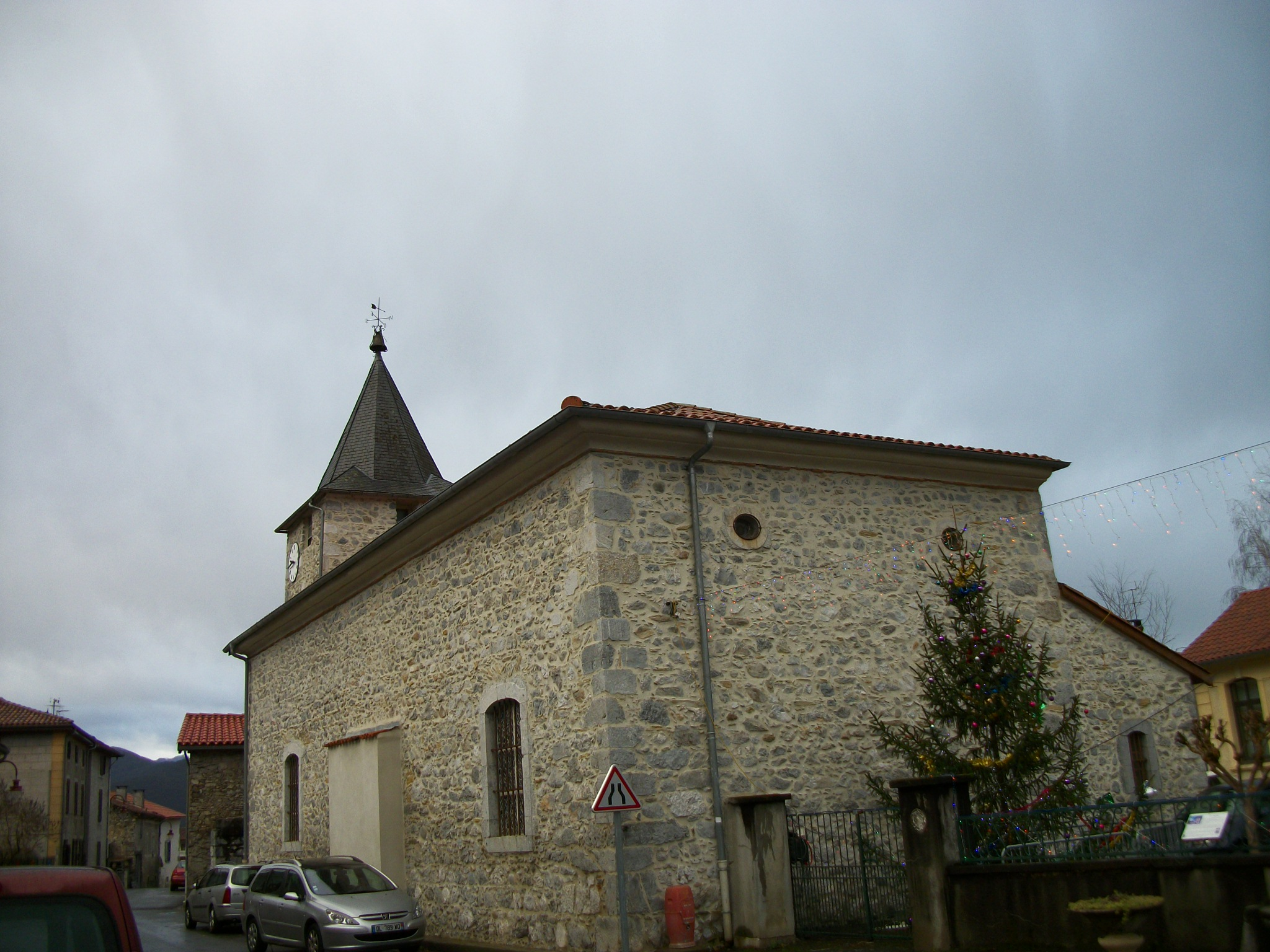
Kirche Saint-Michel
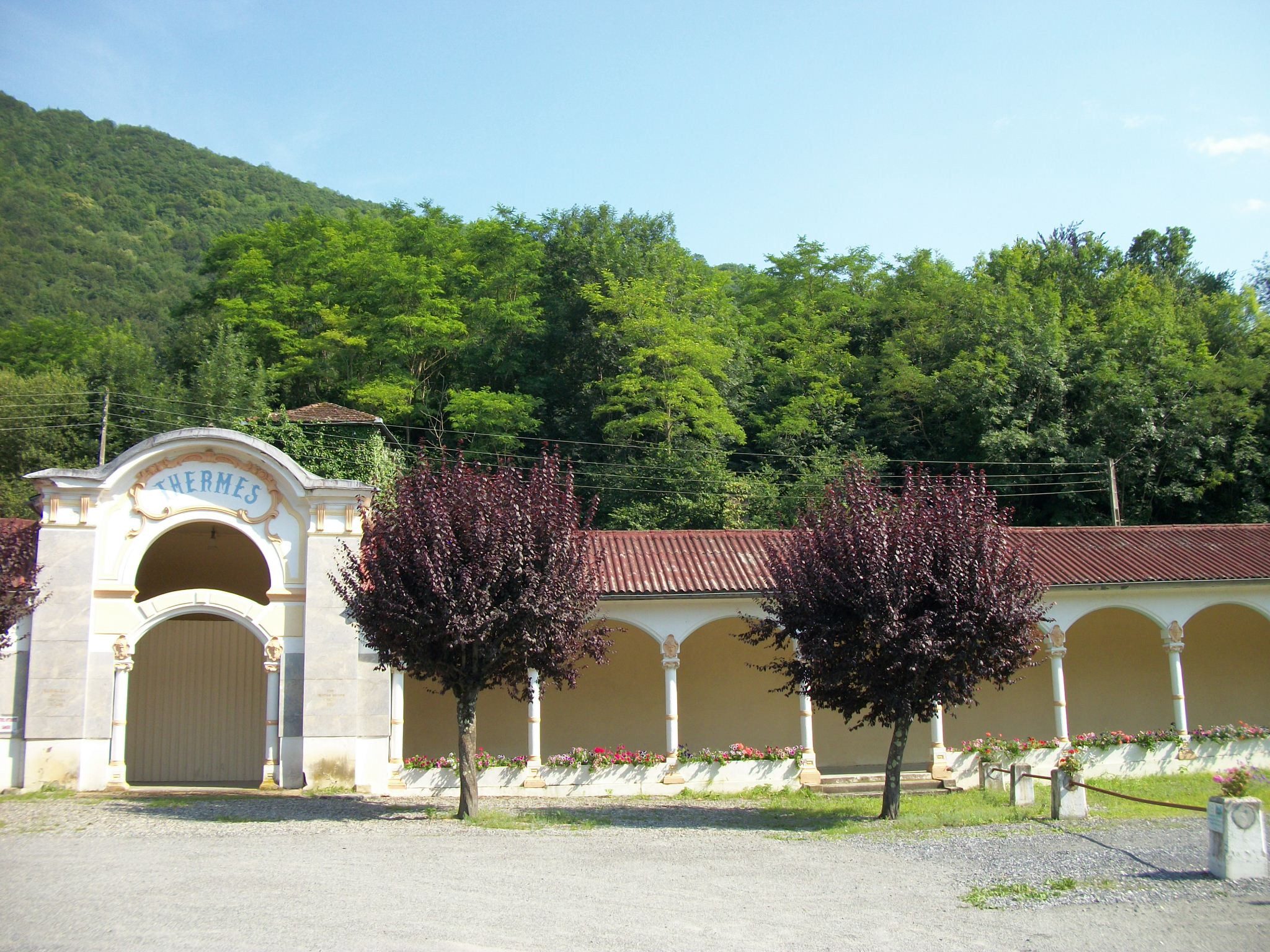
Thermalbad
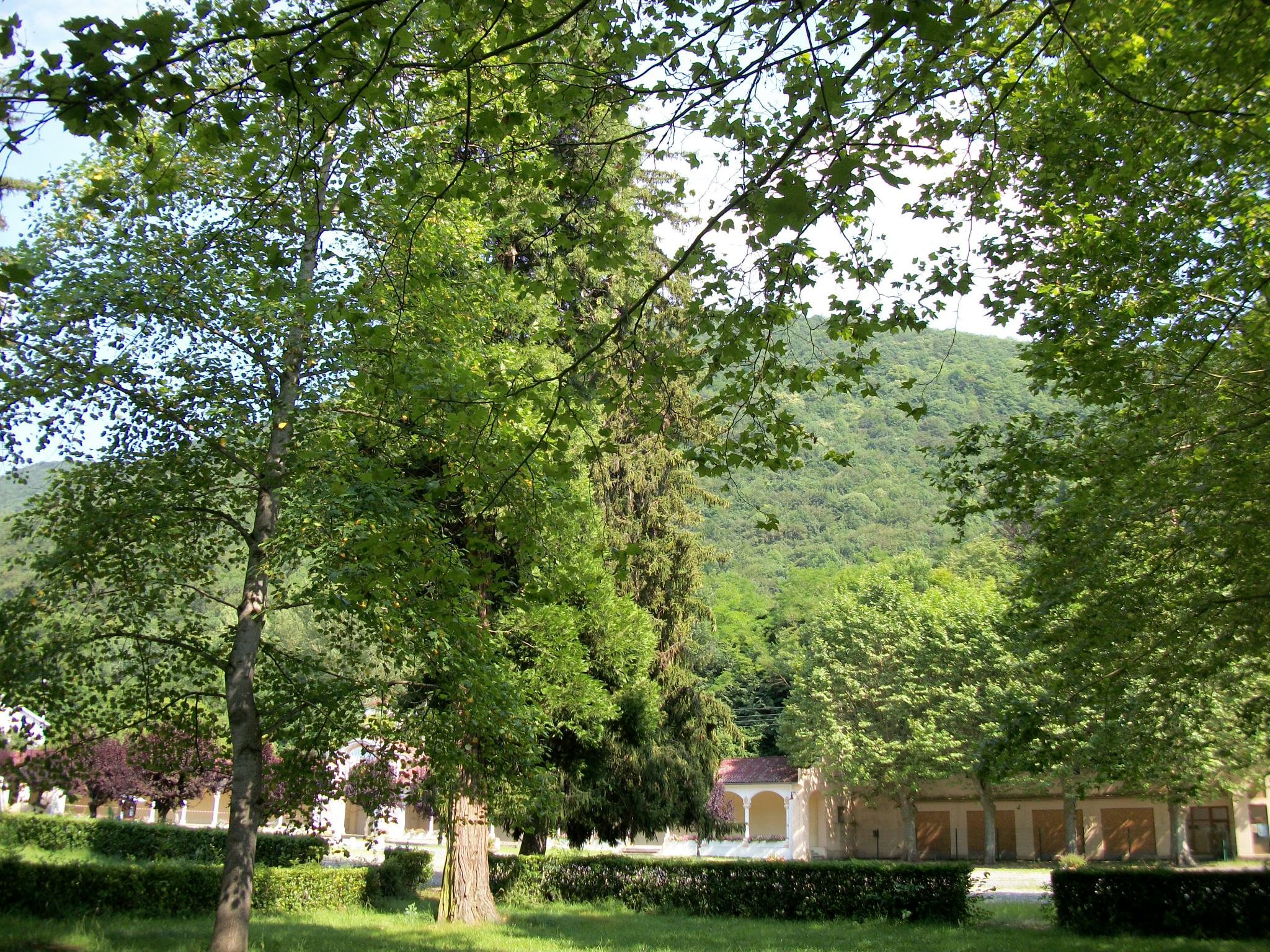
Kurpark
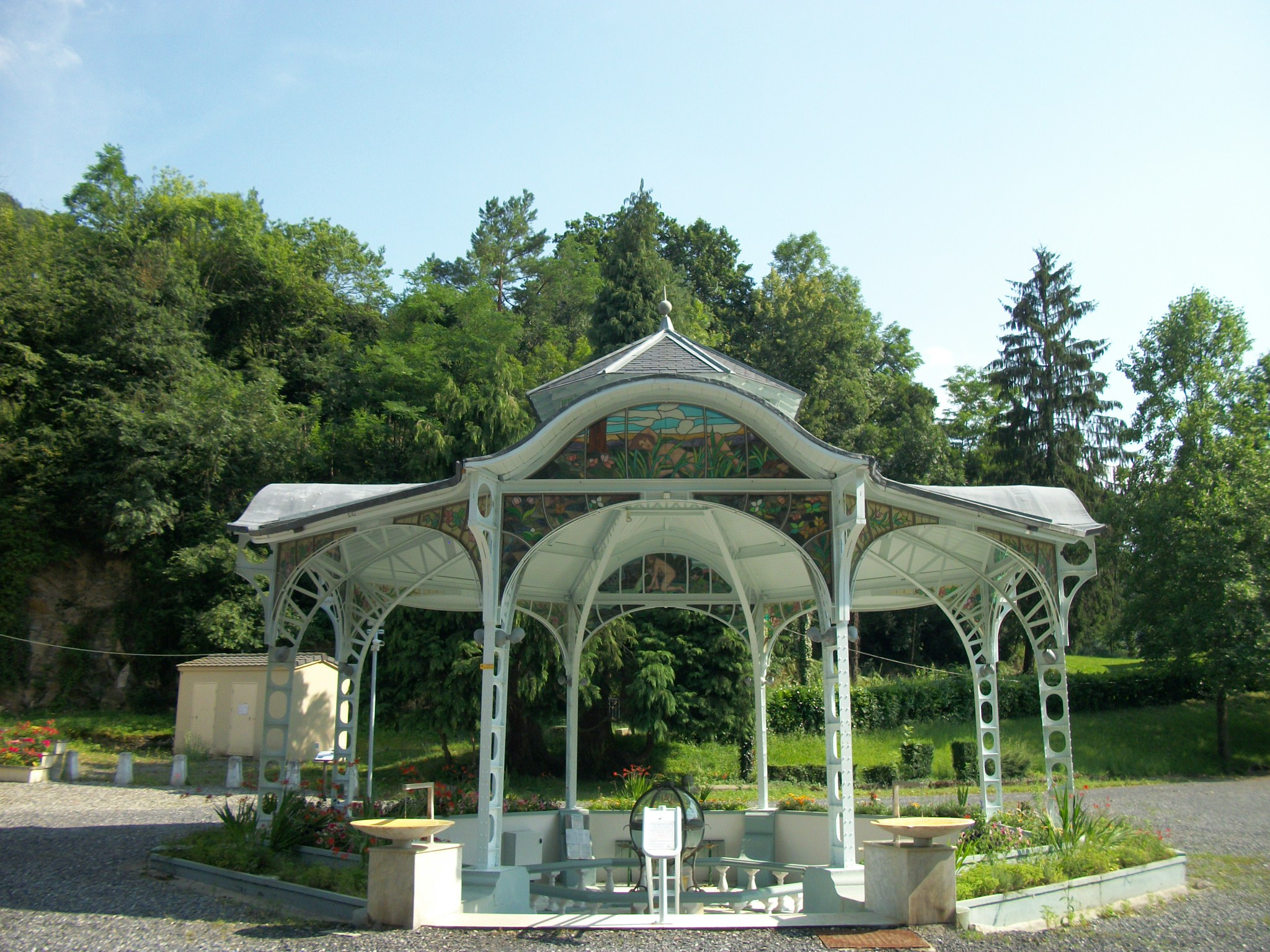
Pavillon